# Ahmoses stormstele
Ahmoses stormstele eller Stormstelen är en stele som hittats trasig i Tempelstaden i Karnak i Egypten. Stelen härrör från farao Ahmoses regeringstid (ca 1550–1525 f.Kr.) Delarna av stelen hittades mellan 1947 och 1951 av franska arkeologer.
Ursprungligen var Ahmoses stormstele 1,8 meter hög. På båda sidor om stelen finns text i horisontella rader som beskriver ett extremt oväder. Forskare tror att det beskrivna väderfenomenet kan vara en del i resultatet av vulkanutbrottet på Santorini som daterats till 1627–1600 f.Kr. Väderfenomenet kan också vara del i det som beskrivs som Egyptens tio plågor i Andra Moseboken. Teorin om kopplingen mellan Ahmoses stormstele och vulkanutbrottet på Santorini utmanar den klassiska dateringen av farao Ahmoses regeringstid.
Det finns även teorier om att Ahmoses stormstele beskriver invasionen av Hyksos.
| ”                                     | […] gudarna uttryckte deras missnöje […] Gudarna gjorde så att himlen kom med en storm av regn; det orsakade mörker i västra regionen […] | „ |
| – från rad 7–8 på Ahmoses stormstele, | |   |